# KGGB
KGGB (Korea GPS Guided Bomb) é uma bomba guiada de precisão sul-coreana. Pesa 227 kg (500 libras), possui alcance operacional de 100 m e CEP de 4.14 m. A bomba pode ser usada por aeronaves F-4, F-5, F-15 e F-16 do arsenal coreano. A Arábia Saudita também é um usuário da bomba.  Foi desenvolvido pela Administração do Programa de Aquisição de Defesa (DAPA) e pela Agência de Desenvolvimento de Defesa (ADD), é produzida pela LIG Nex1.